# 美国驻波斯尼亚和黑塞哥维那大使列表

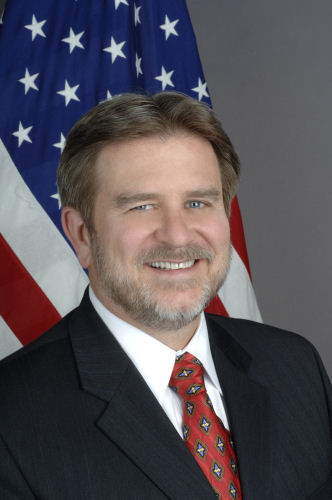
查尔斯·L·英格里斯（Charles L. English），美国前任驻波斯尼亚和黑塞哥维那大使。

这是一个关于美利坚合众国驻波斯尼亚和黑塞哥维那大使的列表。
波斯尼亚和黑塞哥维那于1992年独立，美国同年4月7日承认其独立地位。1992年8月6日，两国宣布建立外交关系。美国驻波斯尼亚和黑塞哥维那（萨拉热窝）大使馆于1994年7月4日开馆。

## 历任美国驻波斯尼亚和黑塞哥维那大使
| 序号 | 姓名                                         | 任命时间      | 赴任时间 （递交国书时间） | 离任时间       | 头衔 | 任命总统      | 职业背景   |
| ---- | -------------------------------------------- | ------------- | ------------------------- | -------------- | ---- | ------------- | ---------- |
| 1    | 维克多·杰柯维奇 （Victor Jackovich）         | 1993年5月12日 | 1993年6月23日             | 1995年4月17日  | 大使 | 比尔·克林顿   | 职业外交官 |
| 2    | 约翰·K·孟席斯 （John K. Menzies）            | 1995年10月3日 | 1996年1月7日              | 1996年12月15日 | 大使 | 比尔·克林顿   | 职业外交官 |
| 3    | 理查德·考斯拉里奇 （Richard Kauzlarich）     | 1997年8月1日  | 1997年8月28日             | 1999年8月20日  | 大使 | 比尔·克林顿   | 职业外交官 |
| 4    | 托马斯·J·米勒 （Thomas J. Miller）           | 1999年7月7日  | 1999年8月27日             | 2001年8月23日  | 大使 | 比尔·克林顿   | 职业外交官 |
| 5    | 克里福特·G·邦德 （Clifford G. Bond）         | 2001年10月1日 | 2001年11月2日             | 2004年8月6日   | 大使 | 乔治·W·布什   | 职业外交官 |
| 6    | 道格拉斯·L·麦凯汉尼 （Douglas L. McElhaney） | 2004年7月2日  | 2004年9月15日             | 2007年5月31日  | 大使 | 乔治·W·布什   | 职业外交官 |
| 7    | 查尔斯·L·英格里斯 （Charles L. English）     | 2007年7月2日  | 2007年10月4日             | 2010年9月3日   | 大使 | 乔治·W·布什   | 职业外交官 |
| 8    | 帕特里克·S·穆恩 （Patrick S. Moon）          | 2010年8月8日  | 2010年9月14日             | 2013年8月24日  | 大使 | 贝拉克·奥巴马 | 职业外交官 |